# Wilhelm Hertenstein
Wilhelm Friedrich Hertenstein (Kyburg, 5 mei 1825 - Bern, 27 november 1888) was een Zwitsers bosbouwkundige, militair en politicus voor de radicalen uit het kanton Zürich. Van 1879 tot 1888 was hij lid van de Bondsraad. In 1888 was hij bondspresident van Zwitserland. Hij was de enige Zwitserse bondspresident die stierf tijdens zijn presidentschap.

## Biografie

### Afkomst en opleiding
Wilhelm Friedrich Hertenstein was een zoon van Jakob Hertenstein, die kantonnaal bosinspecteur was. Hij was getrouwd met Katharina Elisabetha Thalmann. Van 1837 tot 1842 studeerde hij aan de industriële school van Zürich. In 1847 behaalde hij in Saksen een diploma bosbouwkunde. Vervolgens was hij van 1855 tot 1872 kantonnaal bosinspecteur gevestigd te Fehraltorf.

### Militair
Hertenstein was luitenant bij de artillerie tijdens de Sonderbundoorlog. Nadat hij tot majoor was bevorderd, liet hij in de zomer van 1861 twee batterijen bergartillerie de Forcellinapas oversteken, wat als een daad van moed werd beschouwd. In 1872 werd hij federale kolonel en stond hij van 1875 tot 1877 aan het hoofd van de zevende artilleriebrigade, waarin hij zeer populair was.

### Politicus

#### Kantonnale politiek
Van 1858 tot 1872 zetelde Hertenstein in de Kantonsraad van Zürich. In 1872 trad hij toe tot de Regeringsraad van Zürich, als enige liberaal-radicaal te midden van sinds 1869 een volledig democratisch was. Hij was bevoegd voor Militaire Zaken van 1872 tot 1875 en van 1877 tot 1879. Tussendoor was hij van 1875 tot 1877 bevoegd voor Openbare Werken.

#### Federale politiek
Bij de federale parlementsverkiezingen van 1872 werd Hertenstein verkozen tot lid van de Nationale Raad, waar hij zetelde van 2 december 1872 tot 1 december 1878. Hoewel hij zich bij de getrouwen van Alfred Escher voegde, was hij geen partijman: hij bleef gehecht aan zijn landbouwersachtergrond en zijn autonomie. Van 2 december 1878 tot 1 maart 1879 was hij lid van de Kantonsraad.
Op 21 maart 1879 werd hij in één stemronde met 92 stemmen verkozen als lid van de Bondsraad. Hij was in die functie de opvolger van Johann Jakob Scherer, die in functie was overleden. Overeenkomstig zijn capaciteiten werd hij hoofd van het Departement van Militaire Zaken. Hij implementeerde de legerhervorming in 1875 en dankzij zijn rigoureus en economisch beleid wist hij bij de bevolking en de politici een klimaat van vertrouwen in het leger te scheppen, iets dat tot dan toe ontbrak. Hij slaagde erin de uitrusting en de rantsoenen van de soldaten te verbeteren.
In 1887 was hij vicevoorzitter van de Bondsraad. In 1888 was hij bondspresident van Zwitserland. In dat jaar diende hij een noodbeenamputatie ondergaan, die hij niet overleefde. Zijn begrafenis op 30 november 1888 werd een moment van nationale eenheid. Hij voelde zich nauwelijks aangetrokken tot de eer van het politieke leven; al tijdens zijn leven werd hij erkend als 'belichaming van het Zwitserse karakter'.